# Tägertschi
Tägertschi a fost o comună din cantonul Berna, Elveția. Pe 1 ianuarie 2017 a fost desființată și inclusă în comuna Münsingen.

## Personalități născute aici
- Alisha Lehmann (n. 1999), fotbalistă.